# Times Square (pel·lícula de 1980)
Times Square és una pel·lícula dramàtica estatunidenca de 1980 dirigida per Allan Moyle i protagonitzada per Trini Alvarado i Robin Johnson com a adolescents fugitius de costats oposats i Tim Curry com a DJ de ràdio. La pel·lícula està ambientada a la ciutat de Nova York. La trama encarna una ètica punk rock de joves incompresos que articulen les seves frustracions cap a l'autoritat adulta a través de la música.

## Argument
Nicky Marotta i Pamela Pearl són dues adolescents que es troben a l'Hospital Neurològic de Nova York, on totes dues estan sent examinades per malaltia mental. Pamela està deprimida i insegura, i descuidada i explotada pel seu pare, David Pearl, un destacat i ric comissari que dirigeix una campanya per "netejar" Times Square. Nicky és una noia del carrer amb aspiracions musicals, enviada a l'hospital per a una avaluació després d'un altercat amb la policia. Compartint habitació, la descarada Nicky i la tímida Pamela es fan amigues. Nicky admira l'esperit poètic de la Pamela; La Pamela admira l'actitud franca de Nicky i es molesta per la manera condescendent amb què la tracten els metges. Nicky és donada d'alta de l'hospital i més tard torna, aparentment per una cita amb la seva treballadora social Rosie Washington, però realment per treure la Pamela. Les dues noies escapen de l'hospital, roben una ambulància i s'amaguen en un magatzem abandonat al Chelsea Piers, fent un pacte per cridar-se l'una a l'altre en moments de problemes.
Hi ha una recerca a tota la ciutat de la Pamela després que David denuncii la seva desaparició i acusa Nicky de segrestar-la, afirmant que la Pamela necessita atenció mèdica. Mentrestant, les noies intenten guanyar-se la vida fent jocs de cartes, petits robatoris i feines ocasionals. El DJ de ràdio Johnny LaGuardia, que emet des d'un estudi àtic amb vistes a Times Square, s'adona que la filla desapareguda de David és la mateixa "Zombie Girl" que li va enviar cartes, dient-li com se sent trista i insegura. LaGuardia, que es molesta amb la campanya "Reclaim Rebuild Restore" de David per gentrificar Times Square, utilitza la seva emissora de ràdio, WJAD, per contactar amb Nicky i Pamela. Les noies comencen a escriure cançons juntes i formen una banda underground de punk rock, anomenada The Sleez Sisters, amb l'ajuda de LaGuardia, que les veu com una oportunitat per soscavar en David. Quan s'imprimeix al diari una carta oberta a la Pamela de la Rosie (amb l'ajuda de David), dient que Nicky és problemàtica i perillosa, les noies interpreten una desafiant cançó de Sleez Sisters en directe a WJAD, fent-les encara més famoses. Com a acte de rebel·lió addicional, Nicky i Pamela llencen televisors d'una sèrie de terrats de la ciutat.
Pamela i Nicky finalment tenen una baralla quan s'adonen que les seves vides segueixen camins divergents. La Pamela està contenta amb el seu nou sentit d'identitat i vol tornar a casa. Nicky vol continuar amb The Sleez Sisters i es posa gelosa de la relació de la Pamela amb LaGuardia. Una nit, acusa LaGuardia d'explotar la Pamela i ella mateixa, i llença LaGuardia i Pamela de l'amagatall del magatzem. Aleshores, Nicky té una avaria, destrossa la seva casa i destrueix el diari que compartia amb la Pamela. Després d'un intent fallit d'ofegar-se, Nicky entra borratxa a WJAD i exigeix que LaGuardia la posi a l'aire (però, sense que Nicky ho sàpiga, mai ho fa). A mig camí de la seva cançó, Nicky es trenca i demana ajuda a la Pamela, cridant el seu nom. LaGuardia porta la Pamela a Nicky. La Pamela, trencant els vincles amb LaGuardia, porta en Nicky a l'oficina de David, situada al mig de Times Square. Pamela truca a totes les emissores de ràdio locals, anunciant un programa de mitjanit improvisat i il·legal a Times Square al terrat d'una grindhouse al 42nd Street. S'envia un missatge als fans de The Sleez Sisters convidant-los a assistir al concert. Nicky diu: "Si et tracten com a escombraries, posa't una bossa d'escombraries. Si et tracten com un bandoler, tapa't els ulls!" Les noies de tota la ciutat escolten la trucada de Nicky i pugen als autobusos i al metro per convergir a Times Square.
Amb una disfressa de bossa d'escombraries i maquillatge a l'estil de la màscara de bandoler, en Nicky canta al terrat de la marqueain per sobre d'una multitud d'aficionats animant, també amb bosses d'escombraries amb maquillatge de "bandit". Amb la policia que s'acosta per darrere, en Nicky salta de la vora de l'envelat i en una manta tensa per un grup de fans. CamuflaS entre la multitud, Nicky aconsegueix evadir la captura per part de la policia. La Pamela veu com la seva amiga desapareix a la nit.

## Repartiment
- Trini Alvarado com a Pamela Pearl
- Robin Johnson com a Nicky Marotta
- Tim Curry com a Johnny LaGuardia
- Peter Coffield com a David Pearl
- Herbert Berghof com el Dr. Huber
- David Margulies com el Dr. Zymansky
- Anna Maria Horsford com a Rosie Washington
- Michael Margotta com a JoJo
- J.C. Quinn com a Simon
- Tim Choate com a Eastman
- Elizabeth Pena com a presentadora de discoteca
- Steve James com Dude
- Jay Acovone com a policia de paisà

## Producció

### Desenvolupament
Times Square va ser dirigida per Allan Moyle a partir d'un guió escrit per Jacob Brackman, basat en una història de Moyle i Leanne Ungar. La pel·lícula es va inspirar en un diari, trobat en un sofà de segona mà comprat per Moyle, que detallava la vida als carrers d'una noia jove amb trastorns mentals.
"Aquesta noia estava cremant l'espelma als dos extrems", va dir Moyle. "Ella entrava als bars, era massa jove, però igualment entrava i l'arrestaven. No tenia cap intenció d'arribar als 21 anys."
Segons el comentari del DVD, el títol original del projecte era "She's Got the Shakes."
Moyle va escriure un guió que va despertar l'interès de Tim Curry. Aleshores, Moyle va organitzar que Jacob Brackman fes una reescriptura.
El guió va cridar l'atenció de Robert Stigwood, l'empresari darrere de les pel·lícules musicals Febre del dissabte nit (1977), Grease (1978), i Sgt. Pepper's Lonely Hearts Club Band (1978). Moyle va dir: "Crec que havien estat planejant rodar alguna cosa aquest estiu que va fracassar, i estava histèric de voler que es rodés, així que vam fer un acord amb ells. Eren molt sensibles al guió"."

### Càsting
Tot i que Tim Curry té un paper secundari a Times Square (i va filmar totes les seves escenes en dos dies), la seva familiaritat amb el públic cinematogràfic va assegurar que rebés la màxima facturació a la pantalla i a la publicitat de la pel·lícula per sobre de les dues protagonistes desconegudes, Robin Johnson, de 15 anys, i Trini Alvarado, de 13 anys. El càsting de Robin Johnson va ser una mica casual. Segons Johnson, estava fent camana, i un suposat buscador de talents se l'havia acostat, dient que hauria d'audicionar per a la pel·lícula. Mai no havia vist ni sentit parlar d'aquest home després de l'única reunió i ningú de l'equip de filmació el coneixia.

### Rodatge
La pel·lícula va entrar en producció amb un pressupost de 6 milions de dòlars. El rodatge va començar a Nova York l'octubre de 1979. Pretenia que fos la primera de les quatre pel·lícules de Stigwood rodades a Nova York, les altres eren The Fan, Angel' ' i Lluitant per la fama.

### Post-producció
El tall original de Times Square contenia contingut lèsbic que es va eliminar majoritàriament de la impressió final (que encara és una història d'amor lèsbica). Moyle va revelar al comentari d'àudio del DVD que la integritat de la pel·lícula es va veure compromesa per l'eliminació del contingut lèsbic més obert, i l'addició de diverses cançons "inapropiades" a la banda sonora de la pel·lícula a insistència del productor Robert Stigwood, que volia la pel·lícula fos una altra Saturday Night Fever i va insistir que la banda sonora fos un àlbum doble per fer la pel·lícula més viable comercialment.
Allan Moyle i Robin Johnson van comentar al comentari d'àudio que la pèrdua d'escenes clau va fer que la narració fos desarticulada i va danyar l'emoció i les caracteritzacions de la història. També observen que l'enfocament de la pel·lícula canvia, de manera discordant, de Pamela a Nicky, i que la història cada cop més extravagant i poc realista soscava l'estil de documental de la pel·lícula.
Moyle va deixar la producció abans que s'acabés la pel·lícula, i altres persones van supervisar les escenes per acompanyar les addicions de la banda sonora (per exemple, la seqüència amb adolescents que es preparaven per anar al concert final de les Sleez Sisters va ser rodada per la segona unitat de la pel·lícula).
La versió de la pel·lícula estrenada als cinemes no era el tall preferit de Moyle; tanmateix, encara reconeix la importància de la pel·lícula acabada, ja que documenta un Times Square que en la seva majoria ja no existeix: la pel·lícula es va rodar en el lloc i va capturar l'atmosfera grindhouse de Times Square abans de netejar-la a mitjans dels anys noranta.

## Llançament
La pel·lícula es va anunciar amb el lema "Al cor de Times Square, una noia pobre es fa famosa, una noia rica es fa valenta i totes dues es fan amigues" i "TIMES SQUARE és la música dels carrers".

## Reacció
Quan es va estrenar a les sales originals, Times Square no va ser un èxit comercial ni de crítica.
Roger Ebert va escriure: "Times Square poques vegades s'ajunta en alguna cosa més que una bona idea que falla, però hi ha moments en què sembla a la vora de coses meravelloses. De totes les pel·lícules dolentes que tinc vistes recentment, aquesta és la que projecta la sensació real d'una oportunitat perduda, d'un possible assoliment que ha anat malament. El problema pot ser amb el guió. Aquesta és una pel·lícula que sap qui són els seus personatges, però no sembla segur de què estan fent."
Altres crítiques de la pel·lícula van ser generalment negatives, però l'actuació de Robin Johnson va ser elogiada sovint. Johnson, de fet, va signar un contracte exclusiu de tres anys amb la Robert Stigwood Organization, amb l'enteniment que RSO desenvoluparia projectes de cinema i música per a ella. RSO pretenia comercialitzar Johnson com "la dona John Travolta" i el seu contracte li prohibia legalment acceptar ofertes o audicions d'empreses rivals. Per tant, Johnson va rebutjar les trucades dels agents, productors i directors de càsting, però els projectes que RSO li va prometre mai no es van dur a terme. Johnson va agafar una feina com a caixera de banc mentre esperava que expirés el seu contracte amb RSO i, quan ho va fer, no hi havia ofertes de feina. Johnson va fer alguns papers menors de cinema i televisió, però a finals dels anys vuitanta va deixar d'actuar i va aconseguir una feina com a reportera de trànsit en una emissora de ràdio de Los Angeles.
Allan Moyle va dir més tard que "hi va passar un bon moment" a la pel·lícula, i va afegir "I em vaig imaginar que no era prou combatiu per ser director". Moyle no va tornar a dirigir fins a Rebel·lió a les ones el 1990.

### Reputació de culte
Al llarg dels anys des del seu llançament original, Times Square s'ha redescobert i s'ha convertit en un element bàsic als festivals de cinema gai i lèsbic, a causa de la relació lèsbica esmentada i subtilment retratada entre les dues protagonistes femenines de la pel·lícula. Kathleen Hanna de Bikini Kill i Le Tigre cita aquesta com una de les seves pel·lícules preferides.
El grup de rock gal·lès Manic Street Preachers van fer una versió de la cançó de Times Square "Damn Dog" al seu àlbum de debut Generation Terrorists (1992) i va citar diàlegs de la pel·lícula a les notes de l'àlbum ("Damn Dog", tanmateix, va ser exclòs del llançament estatunidenc de l'àlbum). S'inclou una versió en directe dels Manics interpretant "Damn Dog" a "Generation Terrorists: 20th Anniversary Edition" (2012).
Els Manics van titular la seva cançó "Roses in the Hospital" (del seu segon àlbum, Gold Against the Soul de 1993) després de la frase de Pamela "What about the roses in the hospital?" (al·ludint a l'escena en què Nicky menja roses per distreure la Pamela dels metges i el seu pare). En concerts i fotografies publicitàries l'any 1993, el baixista de Manics Nicky Wire sovint portava maquillatge d'estil de màscara de lladre de bancs com fa Nicky Marotta a la pel·lícula.

## Mitjans domèstics
La pel·lícula va ser llançada en DVD per Anchor Bay Entertainment l'any 2000. Les característiques addicionals d'aquest DVD inclouen comentaris d'àudio del director/coguionista Allan Moyle i l'estrella Robin Johnson, i el tràiler de cinemal original de la pel·lícula. Allan Moyle ha afirmat que és poc probable que aparegui ua versió del director de Times Square perquè falten les imatges necessàries per a la seva restauració. Kino Lorber va estrenar la pel·lícula en Blu-ray el maig de 2022 a partir d'una remasterització de 4k.

## Banda sonora
L'estrena de la pel·lícula va anar acompanyada d'una banda sonora de doble àlbum de punk rock i música new wave. La banda sonora inclou cançons preexistents, així com cançons originals encarregades per a la pel·lícula, i inclou una àmplia gamma d'artistes, com ara the Ramones, the Cure, XTC, Lou Reed, Gary Numan, Talking Heads, Garland Jeffreys, Joe Jackson, Suzi Quatro, Roxy Music, Patti Smith i the Pretenders.
La cançó de Suzi Quatro "Rock Hard" s'identifica a la pel·lícula com el disc favorit de Nicky i Pamela. La cançó "Help Me!", que reprodueix l'escena final de la pel·lícula, és un duet entre Robin Gibb (dels Bee Gees) i Marcy Levy. La cançó "Down in the Park" està acreditada com a interpretada per Gary Numan, però tècnicament es va gravar quan Numan utilitzava el nom de la banda Tubeway Army. La versió de "Down in the Park" inclosa a la banda sonora de Times Square no és la versió de l'àlbum/senzilla Replicas (1979), sinó una versió anterior de la cançó es va publicar més tard a Replicas Redux de Numan (2008).
La banda sonora inclou cançons originals cantades pels actors de la pel·lícula: "Damn Dog" de Johnson, "Your Daughter Is One" de Johnson i Alvarado i "Flowers of the City" de Johnson i David Johansen. La cançó "Dangerous Type" de the Cars apareix a la pel·lícula, però no es va incloure a la banda sonora.
Com a recopilació d'algunes de la música punk i new wave més importants de l'època, la banda sonora va aconseguir molta més notorietat que la pel·lícula en la seva estrena. Es va convertir en un article de col·leccionisme entre els fans d'XTC perquè incloïa la cançó de XTC especialment escrita "Take This Town", que va ser llançada com a senzill amb el seu tema de cara B "Babylon's Burning" de the Ruts i durant anys només estava disponible en aquesta banda sonora.
En el seu comentari d'àudio per al DVD, Allan Moyle esmenta que David Bowie va rebre l'encàrrec de proporcionar una cançó per a la banda sonora de la pel·lícula, però el segell de Bowie en aquell moment no va permetre que els cineastes la fessin servir. (En aquell moment, Bowie encara estava sota contracte amb RCA Victor Records, i l'àlbum Times Square va ser publicat per RSO Records, en aquell moment distribuït pel competidor de RCA Victor PolyGram; tanmateix, cal destacar que Lou Reed, que apareix a l'àlbum, també estava sota contracte amb RCA Victor.) Desmond Child ha esmentat en una entrevista a la revista que va col·laborar amb David Bowie a la cançó "The Night Was Not" (la cançó va aparèixer a la banda sonora, interpretada per Desmond Child & Rouge). Un altre rumor és que Bowie tenia la intenció de proporcionar una versió regravada de la seva cançó de 1971 "Life on Mars?" per a la banda sonora. Encara que no s'ha demostrat cap re-enregistrament d'aquest tipus, i molt menys publicat, Bowie va interpretar una versió reordenada de "Life on Mars?" quan va ser convidat a The Tonight Show protagonitzat per Johnny Carson el 5 de setembre de 1980 (un mes abans de l'estrena de Times Square).

### Llista de cançons
Totes les cançons es van produir l'any 1980, excepte com s'indica.
| 1. | «Rock Hard» (Suzi Quatro, de Rock Hard; després publicat a What Goes Around)              | Mike Chapman              | 3:18 |
| 2. | «Talk of the Town» (The Pretenders, d Extended Play; més tard reproduïda a Pretenders II) | Chris Thomas              | 3:16 |
| 3. | «Same Old Scene» (Roxy Music, de Flesh and Blood)                                         | Roxy Music i Rhett Davies | 3:54 |
| 4. | «Down in the Park» (Gary Numan, 1979a)                                                    | Gary Numan                | 4:20 |
| 5. | «Help Me!» (Robin Gibb i Marcy Levy; original)                                            | Robin Gibb i Blue Weaver  | 3:37 |

^a  Aquesta és una versió primerenca; més tard publicat a Replicas Redux. Tot i que la pel·lícula i la banda sonora de Times Square inclouen la cançó com a interpretada per Gary Numan, en realitat es va gravar quan Numan va actuar amb el nom de la banda Tubeway Army.
| 1. | «Life During Wartime» (Talking Heads; la versió diferent de la que apareix a l'àlbum de la banda de 1979 Fear of Music) | Brian Eno i Talking Heads  | 3:40 |
| 2. | «Pretty Boys» (Joe Jackson, de Beat Crazy)                                                                              | Joe Jackson                | 3:27 |
| 3. | «Take This Town» (XTC; més tard publicat a Rag and Bone Buffet)                                                         | Steve Lillywhite           | 4:08 |
| 4. | «I Wanna Be Sedated» (Ramones, de Road to Ruin (1978))                                                                  | Tommy Erdelyi i Ed Stasium | 2:29 |
| 5. | «Damn Dog» (Robin Johnson; original)                                                                                    | Bill Oakes                 | 2:40 |

| 1. | «Your Daughter Is One» (Robin Johnson i Trini Alvarado; original)                                                                                    | Bill Oakes                     | 2:10 |
| 2. | «Babylon's Burning» (The Ruts, del senzill de 1979 "Babylon's Burning"; més tard es va publicar, entre d'altres, No Thanks! The '70s Punk Rebellion) | Mick Glossop                   | 2:34 |
| 3. | «You Can't Hurry Love» (D.L. Byron; original) | Jimmy Iovine                   | 3:04 |
| 4. | «Walk on the Wild Side» (Lou Reed, de Transformer (1972))                                                                                            | David Bowie i Mick Ronson      | 4:12 |
| 5. | «The Night Was Not» (Desmond Child and Rouge, de Runners in the Night (1979))                                                                        | Richard Landis i Desmond Child | 3:08 |

| 1. | «Innocent, Not Guilty» (Garland Jeffreys; original)                  | Garland Jeffreys i Bill Oakes | 2:13 |
| 2. | «Grinding Halt» (The Cure, de Boys Don't Cry)                        | Chris Parry                   |      |
| 3. | «Pissing in the River» (Patti Smith Group, de Radio Ethiopia (1976)) | Jack Douglas                  | 4:41 |
| 4. | «Flowers of the City» (David Johansen i Robin Johnson; original)     | David Johansen                | 3:58 |
| 5. | «Damn Dog (Reprise – The Cleo Club)» (Robin Johnson; original)       | Bill Oakes                    | 2:40 |

### Llistes
| Llista (1981)                 | Posició més alta |
| ----------------------------- | ---------------- |
| Austràlia (Kent Music Report) | 56               |
| USA (Billboard Top LPs)       | 37               |